# Alkoholiza

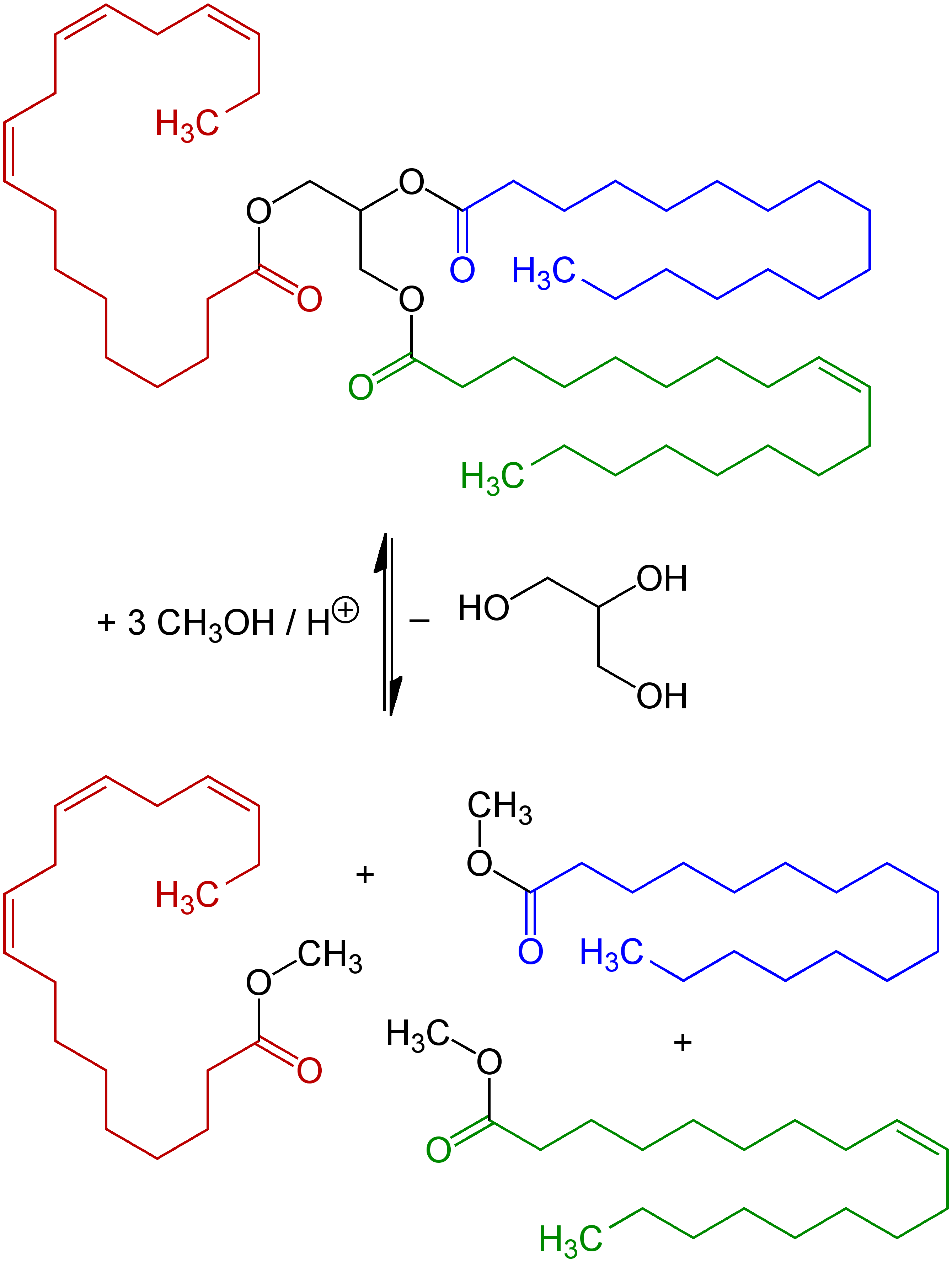
Przykład katalizowanej kwasem alkoholizy naturalnego trójglicerydu za pomocą metanolu (metanoliza). Powstające estry metylowe, tzw. FAME, są wykorzystywane jako biodiesel

Alkoholiza – rodzaj transestryfikacji, reakcja substytucji jednej reszty alkoholowej na inną w estrze typu: 

Może  być katalizowana kwasem lub zasadą. Jeżeli przeprowadzana jest przez rozpuszczenie estru w docelowym alkoholu, to ma charakter solwolizy.